# Yumemi Mystery Mansion
Yumemi Mystery Mansion (titre original : 夢見館の物語, Yumemi Yakata no Monogatari ; titre américain : Mansion of Hidden Souls) est un jeu vidéo d'aventure développé et édité par Sega, sorti sur Mega-CD en 1993. Une suite, appelée Le Manoir des âmes perdues en France, est sortie sur Saturn l'année suivante.